# Ligue fédéraliste de Bretagne
Une proposition de fusion est en cours entre Ligue fédéraliste de Bretagne et La Bretagne Fédérale.
 (juin 2018).
- Si vous ne connaissez pas le sujet, laissez ce bandeau (vous pouvez alors contacter les auteurs).
- Si vous supprimez le contenu mis en cause (vous pouvez préalablement contacter les auteurs),

argumentez précisément cette suppression dans la page de discussion
(un manque de référence n'est pas un argument ; une recherche réelle de référence doit avoir été effectuée, être formellement documentée).
La Ligue fédéraliste de Bretagne est un mouvement fédéraliste breton crée en 1931.

## Histoire
| \| Rennes Saint-Malo-Saint-Servan Dol-de-Bretagne Nantes \| Implantation des sections de la Ligue fédéraliste. · Il faut ajouter la section de Paris. |
| Rennes Saint-Malo-Saint-Servan Dol-de-Bretagne Nantes                                                                                                 |

Lors de son congrès du 11 avril 1931, le Parti autonomiste breton explose sous les divergences. Maurice Duhamel constitue avec Morvan Marchal, Arsène Gefflot, Goulven Mazéas, René-Yves Creston, Le Men, Abeozen et d'autres, la Ligue fédéraliste de Bretagne.
L'implantation des 4 sections de la Ligue fédéraliste de Bretagne reste limitée principalement à l'Ille-et-Vilaine. Une autre section de 20 membres est aussi créée à Paris.

## Identité
Son emblème est le Hevoud (symbole préceltique en forme de svastika).

## Publications
La revue de la Ligue est La Bretagne Fédérale (Breiz kevredel), créée en 1931 par Morvan Marchal.